# マーラ・ヤマウチ
マーラ・ヤマウチ（Mara Yamauchi、1973年8月13日 - ）は、イギリスの陸上競技選手（長距離走・マラソン）。
イギリス女子マラソン歴代2位の記録保持者。旧姓・マイヤーズ（Myers）。名前「マーラ」は、両親が通算25年滞在したケニアに流れるマラ川（Mara River）からとられたもの。夫の山内成俊は日本人。

## 経歴
父ノーマンと母ドロシーの次女としてオックスフォードシャー州オックスフォードに生まれた。父のノーマン・マイヤーズ (en:Norman Myers) は環境保護活動家で生物多様性や環境難民 （environmental refugee）の概念で知られている。オックスフォード大学グリーン・カレッジ名誉客員フェローを務め2001年度の旭硝子財団ブループラネット賞を受賞した。姉のマリンディ・マイヤーズ（Malindi Myers）は、2000年世界レガッタ選手権クロアチア大会女子軽量級ダブル（英国代表）の金メダリスト。
生後まもなくより8歳まで両親の仕事の関係でケニアのナイロビで生活する。 オックスフォード大学セント・アンズ・カレッジで政治経済を専攻し、大学時代より本格的に陸上競技を始めクロスカントリーなどを競技していた。
1998年にロンドン・スクール・オブ・エコノミクスの修士課程（政治経済学）を修了しイギリス外務省に入省した。ハローAC（HarrowAC）に所属し、元男子10000m世界記録保持者で現在ロンドンマラソンのレースディレクターを務めるデイビッド・ベッドフォード（David Bedford）のコーチであったボブ・パーカー（Bob Parker）に師事した。1997年度クロスカントリー欧州選手権や1998年度クロスカントリー学生選手権にイギリス代表として出場、また1998年度クロスカントリーイングランド選手権に優勝するなどの実績を残した。
1998年9月から駐日英国大使館に外交官として着任し、本格的なランニングから離れた。2002年に外資系証券会社社員の山内成俊と結婚した。2002年12月にイギリスへ帰国した後に本格的にトレーニングを再開し、ジョブシェアリング制や、パートタイム制を採用するイギリス外務省の柔軟な勤務システムを活かして仕事とトレーニングの両立をはかった。
2004年4月に初マラソンとなるロンドンマラソンに出場した。2004年10月に国際千葉駅伝イギリス代表として第6区を走った。2005年4月のロンドンマラソン、同年8月の世界陸上選手権ヘルシンキ大会女子マラソン、11月に東京国際女子マラソンにそれぞれ出場し、いずれのマラソンでも自己新記録を更新した。2006年4月に出場したロンドンマラソンでは、世界記録保持者であるポーラ・ラドクリフに次ぐ、当時のイギリス女子マラソン歴代2位（2006年4月現在）となる2時間25分13秒の記録を出した。
2005年12月にイギリス陸上連盟指定強化選手に選定された。北京オリンピックに向けてトレーニングに専念するため2006年1月からイギリス外務省を休職し日本を拠点に活動した。この頃に夫の成俊は勤めていた証券会社を退社し、以後はマーラのコーチ及びマネージャーを務めている。成俊は陸上競技の経験はなく、マーラのトレーニングやマッサージを家事をこなしながら独学した。2007年4月から2010年1月までは元資生堂ランニングクラブ所属だった川越学監督によって設立されたセカンドウィンドACに3年近く所属していた。
2008年1月の大阪国際女子マラソンに出場し、レース序盤から先頭を走っていた福士加代子を34km過ぎで抜きさりその後も2位の森本友らの追撃を振り切ってゴールし、自己最高を3秒上回る記録でフルマラソン初優勝を飾った。
2008年に開催された北京オリンピック女子マラソンのイギリス代表に選出された。8月17日のオリンピック本番では、40km手前までは2位集団で走っていたが脱落し6位入賞を果たした。オリンピック女子マラソンのイギリス歴代最高記録である1984年ロサンゼルス五輪のウェルチの2時間28分54秒に並ぶ成績を挙げた。
2008年11月の東京国際女子マラソンでは優勝した尾崎好美と2位の加納由理に次ぐ3位に入るとともにマラソン自己ベストを7秒更新した。英国女子マラソンベテラン（35歳以上）記録も21年振りに更新している。
2009年4月には2年ぶりにロンドンマラソンへ出場した。優勝したイリーナ・ミキテンコ（ドイツ）に届かず2位に終わったが、自己ベスト記録を2分近くも更新する2時間23分台の好タイムをマークした。
2011年3月からはイギリスに練習拠点を移し、ロンドン郊外のリッチモンド公園などでトレーニングを行っている。2012年に開催されるロンドンオリンピックのイギリス代表選手に選出された。しかし、大会前より右足踵を故障した状態での出走となり、結局9キロ付近で途中棄権となった。2013年1月22日、現役引退、イギリス外務省の外交官職務に復帰する旨を表明。

## 自己ベスト
- 5000m 15:28.58 (2006年7月 イギリス ソリヒル)
- 5 km　ロードレース（英語版）　15:34+ （2007年7月　札幌国際ハーフマラソン）
- 10000m　31:49.40 （2006年3月 コモンウェルスゲームズメルボルン大会）
- 10 km　ロードレース　31:40+ （2007年7月 札幌国際ハーフマラソン）
- ハーフマラソン 68:29 （2009年1月 香川丸亀国際ハーフマラソン）
- マラソン 2:23:12（2009年4月 ロンドンマラソン）

## 主な記録
（マラソンのみ）
- 2004年4月 ロンドンマラソン 2時間39分16秒 17位
- 2005年4月 ロンドンマラソン 2時間31分52秒 10位
- 2005年8月 世界陸上選手権ヘルシンキ大会 女子マラソン イギリス代表 2時間31分26秒 18位 （団体銅メダル）
- 2005年11月20日 東京国際女子マラソン 2時間27分38秒 5位
- 2006年4月 ロンドンマラソン 2時間25分13秒 6位 （イギリス歴代2位）
- 2007年4月 ロンドンマラソン 2時間25分41秒 6位
- 2007年9月2日 世界陸上選手権大阪大会 女子マラソン イギリス代表 2時間32分55秒 9位
- 2008年1月27日 大阪国際女子マラソン 2時間25分10秒 優勝
- 2008年8月17日 北京オリンピック 女子マラソン イギリス代表 2時間27分29秒 6位入賞
- 2008年11月16日 東京国際女子マラソン 2時間25分03秒 3位
- 2009年4月26日 ロンドンマラソン 2時間23分12秒 2位
- 2010年4月25日 ロンドンマラソン 2時間26分16秒 10位
- 2010年11月7日 ニューヨークシティマラソン 2時間31分38秒 13位
- 2011年11月20日　横浜国際女子マラソン　2時間27分24秒 3位
- 2012年8月5日　ロンドンオリンピック 女子マラソン イギリス代表 途中棄権

## 協賛会社
- 株式会社アシックス
- 株式会社タイヨーラボ